# Georges Paul
Pour les articles homonymes, voir Paul.
Georges Julien Paul, né le 7 janvier 1996 à Curepipe, est un joueur mauricien de badminton.

## Carrière
Lors des Championnats d'Afrique de badminton 2013 à Rose Hill, Georges Paul obtient la médaille de bronze en double hommes avec Aatish Lubah et par équipe mixte. Aux Championnats d'Afrique de badminton 2014 à Gaborone, il est médaillé de bronze en double hommes avec Deeneshing Baboolall et par équipe mixte. Il est médaillé d'or en simple garçons, en double garçons avec Kounal Soubbaroyan et en double mixte avec Aurélie Allet et médaillé de bronze par équipe mixte aux Jeux africains de la jeunesse de 2014 à Gaborone.
Aux Jeux africains de 2015, il obtient la médaille d'or par équipe mixte. 
Il est médaillé d'or en simple hommes et en double hommes avec Aatish Lubah et médaillé d'argent en double mixte avec Kate Foo Kune aux Jeux des îles de l'océan Indien 2015 à La Réunion.
Aux Championnats d'Afrique de badminton 2017 à Benoni, il remporte la médaille d'argent en double mixte avec Kate Foo Kune et la médaille de bronze en simple hommes. Il est médaillé d'argent par équipe mixte et médaillé de bronze en simple hommes aux Championnats d'Afrique de badminton 2019 à Port Harcourt.
Aux Jeux africains de 2019, il obtient la médaille d'or en double hommes avec Aatish Lubah, la médaille d'argent en simple hommes et la médaille de bronze en double mixte avec Aurélie Allet. Il est médaillé d'argent en simple hommes aux Championnats d'Afrique de badminton 2023 à Johannesbourg.
Aux Championnats d'Afrique par équipe, il est médaillé d'argent en 2016, en 2023 et en 2025 et médaillé de bronze en 2018 et 2024.
Aux Jeux des îles de l'océan Indien 2023 à Madagascar, il est médaillé d'or en double mixte avec Kate Ludik ainsi que par équipe et médaillé d'argent en simple hommes.
Il est médaillé d'argent en simple hommes et médaillé de bronze en double mixte avec Kate Foo Kune aux Championnats d'Afrique de badminton 2024 au Caire.
Il remporte aux Jeux africains de 2023 à Accra la médaille de bronze en double mixte avec Kate Foo Kune.
Il est médaillé de bronze en simple hommes aux Championnats d'Afrique de badminton 2025 à Douala.